# Mazda CX-5
Mazda CX-5 – samochód osobowy typu SUV klasy kompaktowej, produkowany pod japońską marką Mazda od 2012 roku. Od 2025 roku produkowana jest trzecia generacja pojazdu.

## Pierwsza generacja

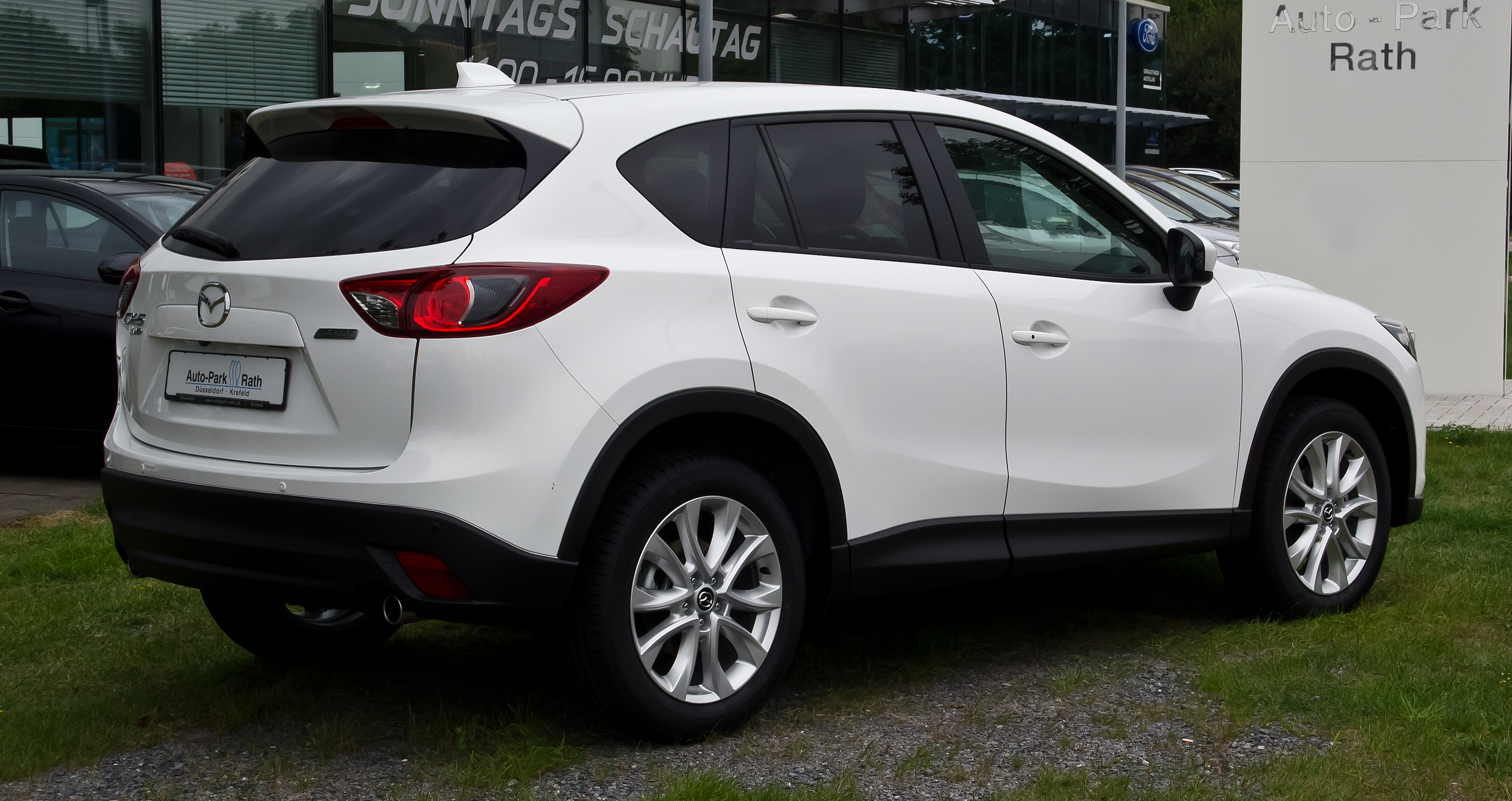
Mazda CX-5 I - tył

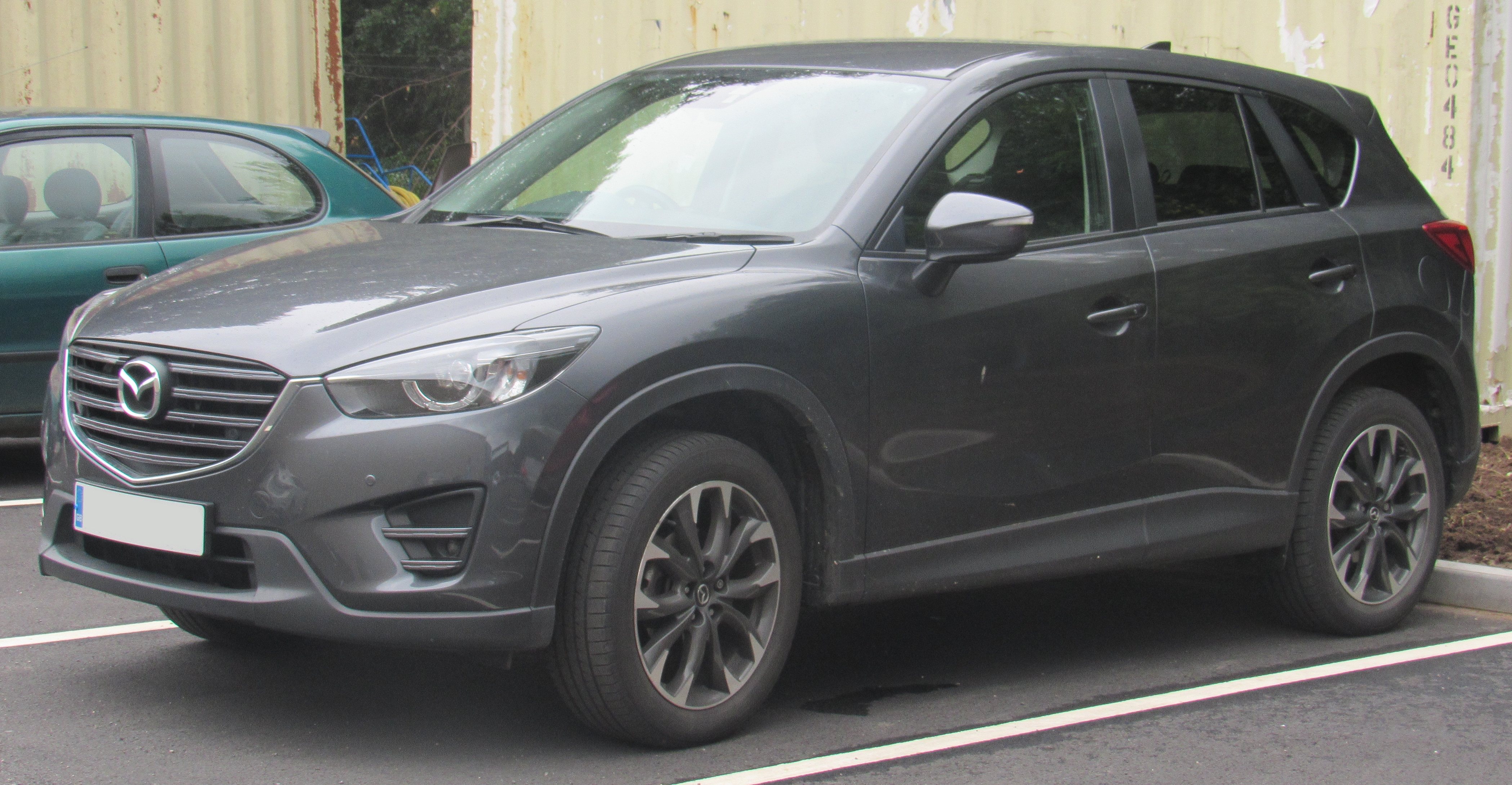
Mazda CX-5 I po liftingu

Pierwsza generacja Mazdy CX-5 została po raz pierwszy zaprezentowana podczas targów motoryzacyjnych we Frankfurcie w 2011 roku. Wersję seryjną pojazdu poprzedził zaprezentowany podczas targów motoryzacyjnych w Genewie koncept Minagi. Auto jest pierwszym pojazdem marki zaprojektowanym zgodnie z nową stylistyką marki KODO-Dusza ruchu. Reprezentuje jako pierwszy pojazd technologię SKYACTIV, którą charakteryzuje sztywna, lekka platform podwozia, nowa seria silników benzynowych oraz wysokoprężnych i nowe układy przeniesienia napędu. Silniki SKYACTIV oraz skrzynie biegów zostały wprowadzone do produkcji w samochodach Mazdy w 2012 roku.
Podczas targów motoryzacyjnych w Los Angeles w 2014 roku zaprezentowano wersję po face liftingu. Zmieniony został m.in. pas przedni pojazdu, wprowadzono elektroniczny hamulec postojowy, a także poprawione zostało wyciszenie kabiny, wprowadzono nowe obicia foteli, a także nowy system multimedialny.
Mazda CX-5 została ogłoszona samochodem roku 2012-2013 Japonii.

### Wersje wyposażeniowe[7]
- SkyGo
- SkyMotion
- SkyEnergy
- SkyPassion

Standardowe wyposażenie podstawowej wersji SkyGo obejmuje m.in. system ABS, EBD i EBA, system DSC i TCS, 6 poduszek powietrznych, system i-stop automatycznie wyłączający silnik na postoju, elektryczne sterowanie szyb, podgrzewanie oraz elektryczne sterowanie lusterek, światła przednie z funkcją oświetlania drogi do domu, komputer pokładowy, system audio z 4-głośnikami i radiem CD/MP3, klimatyzację, elektromechaniczny hamulec postojowy oraz system monitorowania ciśnienia w oponach. Wersja SkyMotion dodatkowo wyposażona została m.in. w system wspomagający hamowanie oraz zapobiegający kolizjom przy niskich prędkościach, światła przeciwmgłowe, elektrycznie składane lusterka zewnętrzne, 6-głośnikowy system audio z wejściem AUX oraz dwoma portami USB, 7-calowy ekran dotykowy, multimedialny system rozrywki, elektrochromatyczne lusterko wsteczne, dwustrefową klimatyzację automatyczną, zestaw głośnomówiący Bluetooth, tempomat, czujnik deszczu i zmierzchu oraz skórzaną kierownicę i gałkę dźwigni zmiany biegów. Wersja SkyEnergy dodatkowo wyposażona została m.in. w światła do jazdy dziennej, światła przeciwmgłowe oraz tylne lampy wykonane w technologii LED, system monitorowania martwego pola, system monitorujący ruch poprzeczny podczas cofania, przednie reflektory diodowe wykonane w technologii LED z systemem doświetlania zakrętów (AFLS), radio cyfrowe DAB, podgrzewane przednie fotele oraz czujniki parkowania, natomiast wersja SkyPassion w m.in. system wspomagający utrzymanie pojazdu na danym pasie ruchu, system wykrywający zmęczenie kierowcy, 9-głośnikowy system audio firmy Bose, kamerę cofania, system nawigacji satelitarnej, aktywny tempomat, elektrycznie sterowane przednie fotele z funkcją pamięci ustawień fotela kierowcy oraz system bezkluczykowy.
Opcjonalnie pojazd doposażyć można m.in. w skórzaną tapicerkę.

### Silniki
| Silnik                | Pojemność skokowa [cm³] | Typ silnika        | Średnica x skok cylindra [mm] | Stopień sprężania  | Moc maksymalna [KM] przy obr./min | Maks. moment obrotowy [Nm] przy obr./min | Przyspieszenie 0-100 km/h [s] | Prędkość maks. [km/h] |                    |
| Silniki benzynowe:    | Silniki benzynowe:      | Silniki benzynowe: | Silniki benzynowe:            | Silniki benzynowe: | Silniki benzynowe:                | Silniki benzynowe:                       | Silniki benzynowe:            | Silniki benzynowe:    | Silniki benzynowe: |
| --------------------- | ----------------------- | ------------------ | ----------------------------- | ------------------ | --------------------------------- | ---------------------------------------- | ----------------------------- | --------------------- | ------------------ |
| 2.0 SKYACTIV-G        | 1997                    | R4                 | 83,5x91,2                     | 14,0:1             | 150 (118)/6000                    | 208/4000                                 | 9,6 automat: 10,5             | 197 automat: 187      |                    |
| 2.0 SKYACTIV-G        | 1997                    | R4                 | 83,5x91,2                     | 14,0:1             | 165 (121)/6000                    | 210/4000                                 | 9,2                           | 200                   |                    |
| 2.5 SKYACTIV-G        | 2488                    | R4                 | 89x100                        | 13,0:1             | 192/5700                          | 256/3250                                 | 7,8                           | 223                   |                    |
| Silniki wysokoprężne: |                         |                    |                               |                    |                                   |                                          |                               |                       |                    |
| 2.2 SKYACTIV-D        | 2184                    | R4                 | 86,0x94,0                     | 14,0:1             | 150 (110)/4500                    | 380/1800                                 | 9,2                           | 202                   |                    |
| 2.2 SKYACTIV-D        | 2184                    | R4                 | 86,0x94,0                     | 14,0:1             | 175 (129)/4500                    | 420/2000                                 | 8,8                           | 207                   |                    |

## Druga generacja

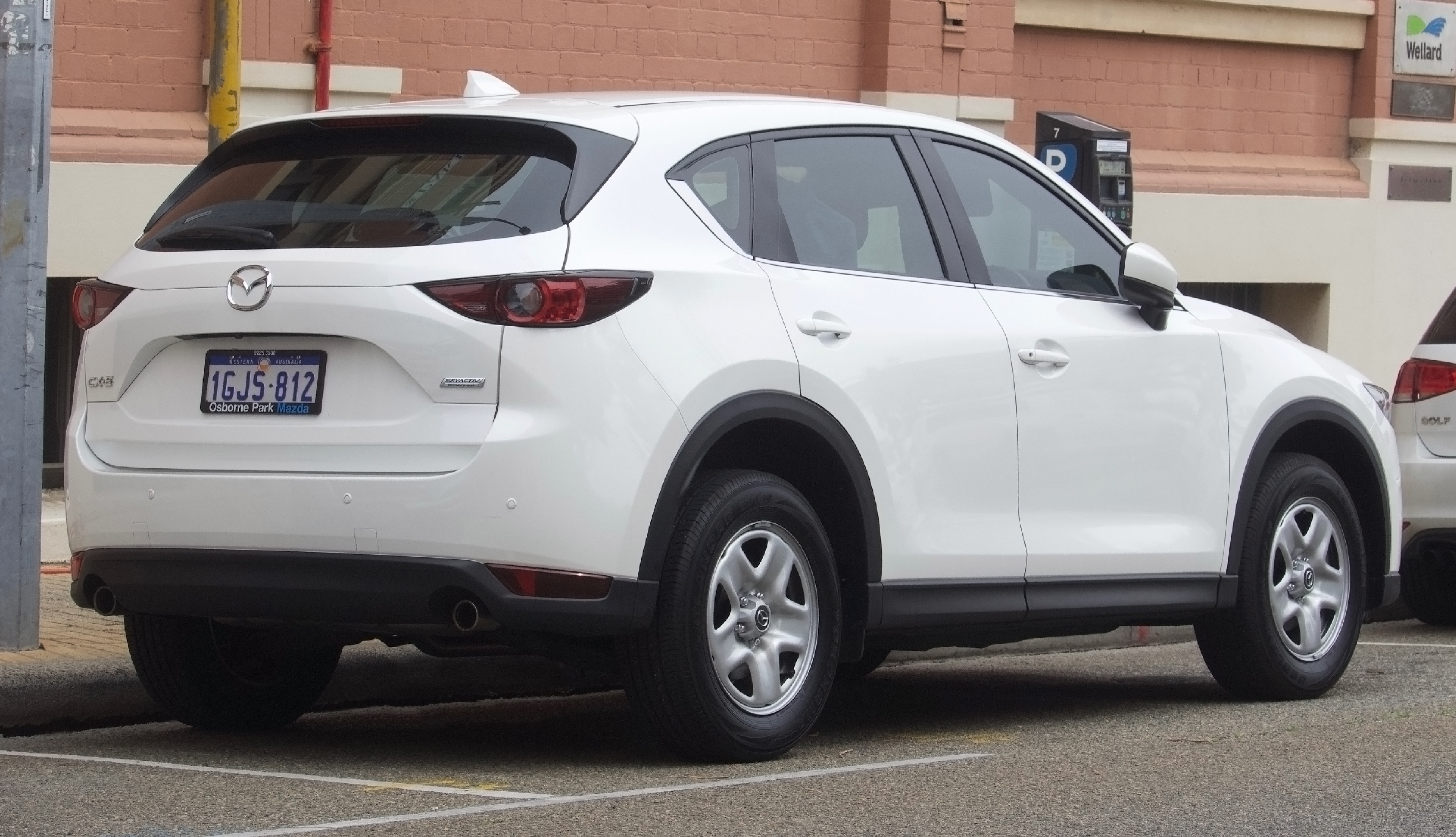
Mazda CX-5 II - tył

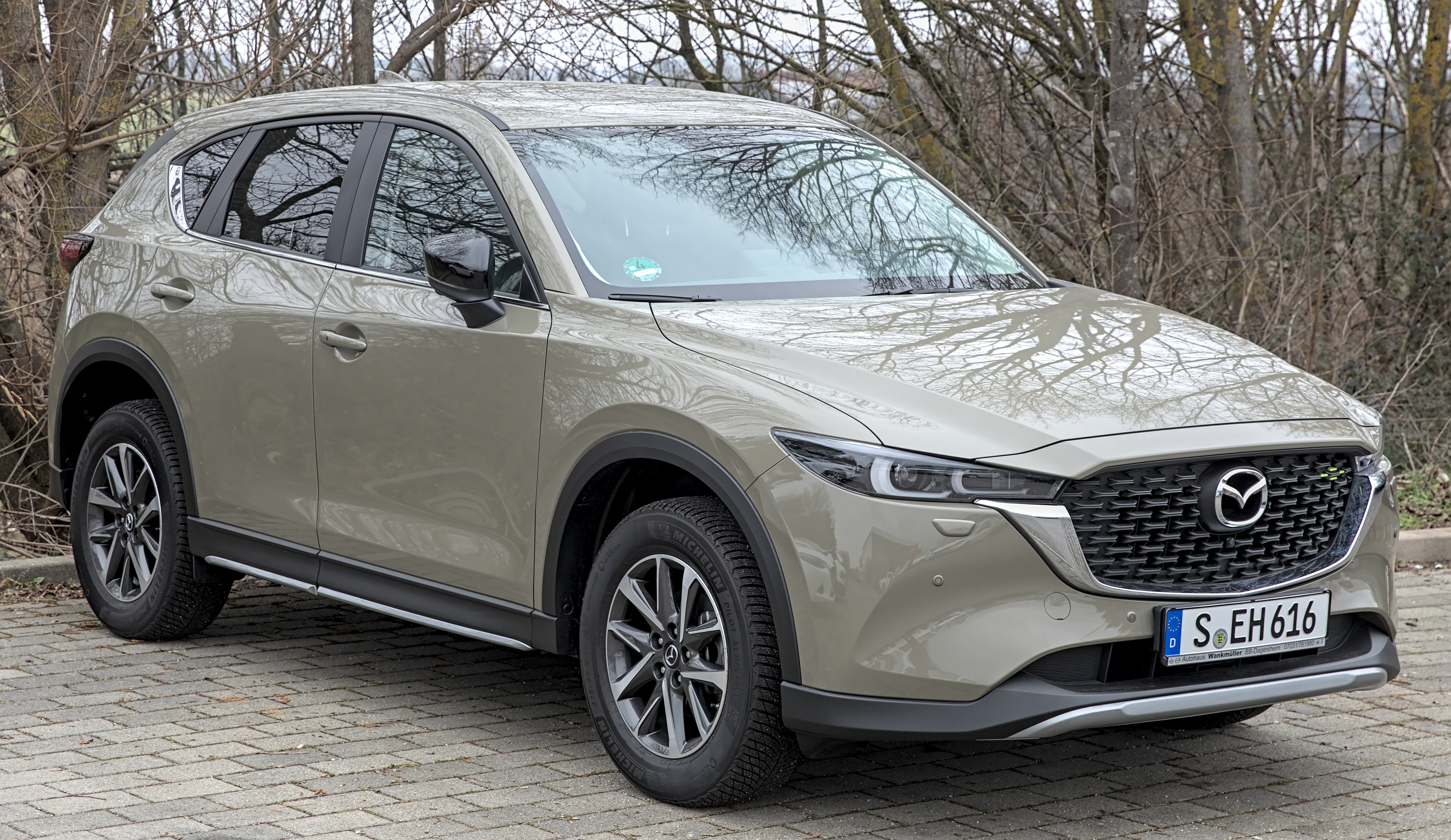
Mazda CX-5 II po liftingu

Druga generacja Mazdy CX-5 zadebiutowała jesienią 2016 roku na Salonie w Tokio. Samochód stanowi ewolucję poprzednika i w wielu aspektach zauważyć można podobieństwo - drugie wcielenie CX-5 ma zbliżone i sylwetkę nadwozia, nie zmienił się także rozstaw osi. Pojazd wyróżnia bardziej wyrazisty design odznaczający się węższymi reflektorami i światłami, a także większy, ostrzej nakreślonym grillem i większą ilością przetłoczeń. Wnętrze samochodu realizuje nową koncepcję - jest mniej zabudowane u góry, posiada wyraźnie naznaczone nawiewy, a na konsoli środkowej ulokowano mniej przycisków.
Ważną rolę wśród nowoczesnych systemów odgrywa system multimedialny, który może być wyposażony w sterowanie głosowe. Gama silnikowa nie uległa zmianom w stosunku do poprzednika. Do wyboru w ofercie jest 2,2-litrowy diesel SkyActiv-D oraz 2-litrowy silnik benzynowy SkyActiv-G. Wersja ma rynek Północnoamerykański dodatkowo oferowana będzie w wariantach 2,5 litrowej jednostki benzynowej. Opcjonalny jest system i-Active oferujący napęd na cztery koła.

## Trzecia generacja
Trzecia generacja Mazdy CX-5 została zaprezentowana po raz pierwszy latem 2025 roku. Samochód w porównaniu do poprzednika ma większe wymiary. We wnętrzu większość przełączników została przeniesiona na duży, centralnie umieszczony ekran. Wyświetlacz dotykowy ma przekątną 12,9 lub 15,6 cala - w zależności od wariantu wyposażenia. Zredukowano także liczbę przycisków i wyeliminowano panel fizyczny do obsługi klimatyzacji. Natomiast na zewnątrz tylny logotyp producenta został zastąpiony napisem "M A Z D A". W nowym modelu zrezygnowano z silników wysokoprężnych. Po raz pierwszy samochód będzie oferowany w wersji w pełni hybrydowej, której premiera jest planowana na 2027 rok. Sprzedaż modelu rozpocznie się na przełomie 2025 i 2026 roku. 

### Wersje wyposażenia
- Prime-Line
- Centre-Line
- Exclusive-Line
- Homura

### Silniki
| Silnik                 | Pojemność skokowa | Typ silnika | Moc maksymalna przy obr./min       | Maks. moment obrotowy przy obr./min | Przyspieszenie 0-100 mk/h | Prędkość maksymalna |
| ---------------------- | ----------------- | ----------- | ---------------------------------- | ----------------------------------- | ------------------------- | ------------------- |
| 2.5 SKYACTIV-G 141     | 2488 cm³          | R4          | 141 KM (104 kW) przy 4500–5000/min | 228 Nm przy 3500–3750/min           | 10,5 s                    | 195 km/h            |
| 2.5 SKYACTIV-G 141 AWD | 2488 cm³          | R4          | 141 KM (104 kW) przy 4500–5000/min | 228 Nm przy 3500–3750/min           | 10,9 s                    | 195 km/h            |